# 東日本大震災復興交付金
東日本大震災復興交付金（ひがしにほんだいしんさいふっこうこうふきん）とは、東日本大震災復興特別区域法によって定められている東日本大震災によって被害を受けた地域の円滑、迅速な復興を支援するための交付金。2012年5月25日には第二次配分として岩手県、宮城県、福島県など7県と71市町村に約2612億円が配分されることが決まった。令和2年度を以て廃止され、やむを得ない事情により未完了となった一部の事業については、令和2年度に計上された予算で支援を継続する。

## 概要
復興交付金の創設により、被災地方公共団体が自らの復興プランの下に進める地域づくりを支援し、復興を加速させることが目的。復興交付金は、東日本大震災によって著しい被害を受けた地域において、集団移動などの復興地域が、必要になる場合にそれと不可分の事業が対象になる。復興交付金は、特定市町村又は特定都道県がその地域の特性に即して自主的かつ主体的に復興交付金事業等を実施することを旨として交付されるものとする。特定地方公共団体である市町村は単独で、又は、特定市町村と当該特定市町村の存する都道県（次節において「特定都道県」という。）は共同して、東日本大震災により、相当数の住宅、公共施設その他の施設の滅失又は損壊等の著しい被害を受けた地域の円滑かつ迅速な復興のために実施する必要がある事業に関する計画（以下「復興交付金事業計画」という。）を作成することができる。被災した11道県、222市町村について復興交付金を活用した復興交付金事業計画を作成できるとしている。事業実施までの手続きは、下記の順番で行われる。
- 復興交付金の活用を希望する道県、市町村は事業計画を作成し、期限までに内閣総理大臣（復興庁）に提出[6]。

- 提出された事業計画について復興庁が検討を行い、各道県、市町村に対し、復興交付金の交付可能額を通知します。可能額は交付金総額、事業の所管省ごと、事業ごとに通知されます。これに基づいて当初提出した事業計画を修正し、内閣総理大臣（復興庁）に交付申請をする（この段階で事業計画の内容について公表を行う。）[6]。

- 申請した事業計画について、復興庁が事業の所管省に回付する。交付決定は各省ごとに行われ、交付金が交付されます。これにより事業に着手することが可能になる（例外的に交付決定がなされる前に事業に着手することができる場合がある。）[6]。

交付金を交付する期間は、復興交付金事業計画に記載された計画期間とする。地方公共団体は、復興地域づくりに必要な事業として一括化されたハード事業（＝「基幹事業」）の中から地域のニーズに合ったものを選択できる。基幹事業とは、被災した地域の復興に不可欠な基盤を整備することを目的とした事業であり、文部科学省、厚生労働省、農林水産省、国土交通省、環境省の5省から40事業が交付金の対象事業として指定されている。基幹事業は、復興地域づくりに必要となる事業を一括に実施され、住まいの確保に関する事業を中心に、道路事業、水産・漁港関連事業、下水道事業、農地整備事業等に多く配分。さらに、それに関連して自主的かつ主体的に実施する事業（＝「効果促進事業等」）のための使い道の自由度が高い資金も、確保することができる。効果促進事業は、事業の指定はなく、各道県、市町村が被災地域の実情に合わせて柔軟に作成・実施することができる。国は、東日本大震災による著しい被害からの円滑かつ迅速な復興のため必要があると認めるときは、特定市町村又は特定都道県が講ずる措置であって、原子力損害の賠償に関する法律（昭和三十六年法律第百四十七号）第三条第一項の規定により原子力事業者が賠償する責めに任ずべき損害に係るものについても、復興交付金を交付することができる。

## 対象事業
文部科学省
- 公立学校施設整備費国庫負担事業（公立小中学校等の新増築・統合）

- 学校施設環境改善事業(公立学校の耐震化等)

- 幼稚園等の複合化・多機能化推進事業

- 埋蔵文化財発掘調査事業

厚生労働省
- 医療施設耐震化事業

- 介護基盤復興まちづくり整備事業(「定期巡回・随時対応サービス」や「訪問看護ステーション」の整備等)

- 保育所等の複合化・多機能化推進事業

農林水産省
- 農山漁村地域復興基盤総合整備事業（集落排水等の集落基盤、農地等の生産基盤整備等）

- 農山漁村活性化プロジェクト支援(復興対策)事業（被災した生産施設、生活環境施設、地域間交流拠点整備等）

- 震災対策・戦略作物生産基盤整備事業（麦・大豆等の生産に必要となる水利施設整備等）

- 被災地域農業復興総合支援事業（農業用施設整備等）

- 漁業集落防災機能強化事業（漁業集落地盤嵩上げ、生活基盤整備等）

- 漁港施設機能強化事業（漁港施設用地嵩上げ、排水対策等）

- 水産業共同利用施設復興整備事業（水産業共同利用施設、漁港施設、放流用種苗生産施設整備等）

- 農林水産関係試験研究機関緊急整備事業

- 木質バイオマス施設等緊急整備事業

国土交通省
- 道路事業
  - 市街地相互の接続道路等
  - 高台移転等に伴う道路整備（区画整理）
  - 道路の防災・震災対策等

- 災害公営住宅整備事業等(災害公営住宅の整備、災害公営住宅に係る用地取得造成等)

- 災害公営住宅家賃低廉化事業

- 東日本大震災特別家賃低減事業

- 公営住宅等ストック総合改善事業（耐震改修、エレベーター改修）

- 住宅地区改良事業（不良住宅除却、改良住宅の建設等）

- 小規模住宅地区改良事業（不良住宅除却、小規模改良住宅の建設等）

- 住宅市街地総合整備事業（住宅市街地の再生・整備)

- 優良建築物等整備事業

- 住宅・建築物安全ストック形成事業
  - 住宅・建築物耐震改修事業
  - がけ地近接等危険住宅移転事業

- 造成宅地滑動崩落緊急対策事業

- 津波復興拠点整備事業

- 市街地再開発事業

- 都市再生区画整理事業
  - 被災市街地復興土地区画整理事業等
  - 市街地液状化対策事業

- 都市防災推進事業
  - 市街地液状化対策事業
  - 都市防災総合推進事業

- 下水道事業

- 都市公園事業

- 防災集団移転促進事業

環境省
- 低炭素社会対応型浄化槽等集中導入事業

## 特徴
復興交付金事業計画に含まれる事業に関する地方負担は、追加的な国庫補助、地方交付税の加算によって、全て手当している。復興地域づくりの構想から防集跡地の利活用まで、復興のステージに応じた多様なニーズに対応。復興交付金により整備したインフラは、地域の財産として、被災地方公共団体が維持・管理し、住民意向の変化や人口減少等を踏まえ、適時適切な事業内容となるよう、復興庁も助言し、被災地方公共団体において事業計画の見直しを実施。高台移転等により新たな住宅団地を整備する場合には、住民意向の変化を踏まえ、事業規模の縮小にも対応。交付対象事業に対する毎年度の交付金の交付額は、特定地方公共団体ごとにより算出された額を超えないものとする。交付限度額は、省により異なっている。国土交通省は、下記のように求められる。
国土交通省交付限度額 ＝ （X＋Y）
ここでX、Yは、それぞれ
X＝基幹事業に係る当該年度の国費算定の基礎額の合計額
Y＝効果促進事業等に係る当該年度の国費算定の基礎額の合計額
農林水産省は、下記のように求められる。
交付額＝A＋B＋（C又はD）
（）内は、特定市町村についてはCを用い、特定都道県についてはDを用いる。
A＝当該年度における基幹事業の交付額の総額　　　　　　　　　　　　　　　　　　　　　　　　　　　　　　　　　
B＝当該年度における効果促進事業等の交付額の総額（漁業集落復興効果促進事業を除く。）
復興交付金の活用により、各地方公共団体にはさまざまなメリットがある。通常は、地方公共団体が国の補助金を受け取るためには、事業ごとの申請が必要だが、復興交付金を活用する場合は1本の計画を提出することで受けることができる。事業間で資金を流用することや基金を設置することにより執行を弾力的にする。地方への負担が軽減されており、基幹事業に係る地方負担分の50%を追加的に国庫補助、なお生じる地方負担は地方交付税の加算により全額手当てが行われている。復興交付金は、被災地の要望を踏まえ制度の見直しを実施し、運用を柔軟化している。交付・繰越・変更などの手続きが、簡素化されており、より迅速に手続きを進めることができる。

## 沿革
第2回目（2012年5月25日）の配分に合わせて効果促進事業の一括配分が創設され、県及町村は、使途内訳書の提出により、個別事業の交付申請・交付決定を経ず、迅速な事業実施が可能となった。漁業集落防災機能強化事業、災害公営住宅整備事業、津波復興拠点整備事業、市街地再開発事業、都市再生区画整理事業、防災集団移転促進事業には、幅広い関連事業が存在している。交付手続の簡素化及び機動的な事業の実施のため、効果促進事業の予算の一定割合(基幹事業の配分額の20％)を予め先渡しする。第一次配分では多くの自治体が申請額以下の支給だったのに対して、第二次配分では多くの自治体が申請額より多く支給されている。
第5回目（2013年3月8日）の配分では、復興のステージの高まりに応じた復興交付金の運用の柔軟化として、また基幹事業及び効果促進事業の採択対象の拡大、効果促進事業の運用の弾力化が行われた。2013年5月15日に改正された東日本大震災復興交付金制度要綱では、福島復興再生特別措置法（平成24年法律第25号）第35条第1項に規定する生活拠点形成事業計画に、同法第29条第1項に規定する居住制限者に賃貸又は転貸するための災害公営住宅整備事業等及びこれと関連して実施される効果促進事業等を記載した場合、「基幹事業の交付対象事業費の合計額」及び「効果促進事業等の事業費の総額」には、それぞれ生活拠点形成事業計画に記載した居住制限者に賃貸又は転貸するための災害公営住宅整備事業等の交付対象事業費及びこれと関連して実施される効果促進事業等の事業費を含まないものとなった。
第10回目（2014年11月25日）に、災害公営住宅への入居や高台団地の引き渡しの段階へ移行しつつある状況を踏まえ、復興交付金の活用により、今後の復興の仕上げを見据えた被災地の取組を弾力的に支援する方針を公表。効果促進事業の一括配分の対象となる基幹事業に災害公営住宅整備事業を追加効果促進事業の一括配分の対象となる事業費の上限の引上げが行われた。2016年度から5年間は、一括配分について、一事業当たりの事業費の上限（3億円）を撤廃し、配分額の上限を引き上げる（250億円⇒500億円）。効果促進事業により実施可能な事業メニューのパッケージ化と担当者の設置により、効果促進事業の活用を促進することになった。
2020年6月26日に、インフラ事業が概ね完了する見込みであることから、令和2年度で復興交付金が廃止されることが発表された。国費1兆5612億円（事業費1兆9307億円）の規模になった。令和２年度に復興交付金事業等を実施する特定市町村又は特定都道県は、復興交付金事業等のいずれかの事業又は事務について、令和2年度中に生じた事由に基づき計画期間内に完了しないことが明らかになった場合には、速やかに、計画期間を令和３年度に変更した復興交付金事業計画を内閣総理大臣に提出しなければならない。令和3年度中に生じた避け難い事故に基づき計画期間内に完了しないことが明らかになった場合には、速やかに、計画期間を令和4年度に変更した復興交付金事業計画を内閣総理大臣に提出しなければならない。